# 石川県第2区 (1920-1924)
石川県第2区（いしかわけんだい2く）は、かつて存在した衆議院の選挙区。1920年の第14回衆議院議員総選挙から1924年の第15回衆議院議員総選挙まで設置された。

## 区域
- 石川郡

## 選挙結果
第15回衆議院議員総選挙　（1924年（大正13年）5月10日執行）

当日有権者数：人 　投票率：%（前回比：）
| 当落 | 候補者名   | 年齢 | 所属党派 | 新旧別 | 得票数  | 得票率 |
| ---- | ---------- | ---- | -------- | ------ | ------- | ------ |
| 当   | 堀喜幸     | 56   | 政友本党 | 新     | 5,299票 | %      |
|      | 武谷甚太郎 | 31   | 憲政会   | 新     | 2,474票 | %      |

第14回衆議院議員総選挙　（1920年（大正9年）5月10日執行）

当日有権者数：人 　投票率：%（前回比：）
| 当落 | 候補者名   | 年齢 | 所属党派   | 新旧別 | 得票数  | 得票率 |
| ---- | ---------- | ---- | ---------- | ------ | ------- | ------ |
| 当   | 西村正則   | 54   | 立憲政友会 | 現     | 4,585票 | %      |
|      | 角田他十郎 |      | 中立       | 新     | 2,797票 | %      |